# Sibilla Persica (Michelangelo)
La Sibilla Persica (400x380 cm) venne affrescata da Michelangelo Buonarroti nel 1511-1512 circa e fa parte della decorazione della volta della Cappella Sistina, nei Musei Vaticani a Roma, commissionata da Giulio II.

## Storia
Nel dipingere la volta, Michelangelo procedette dalle campate vicino alla porta d'ingresso, quella usata durante i solenni ingressi in cappella del pontefice e del suo seguito, fino alla campata sopra l'altare. La Persica quindi, che si trova nella settima campata a partire dalla porta, fu una delle figure del secondo blocco di lavori, realizzato tra l'autunno del 1511 e ottobre 1512.

## Descrizione e stile
La Sibilla Persica fa parte della serie dei Veggenti, collocati su ampi troni architettonici sui peducci. Ognuno di essi è affiancato da un paio di giovani assistenti e sta in un grande scranno marmoreo, tra due plinti con finti altorilievi di putti a coppie, in varie posizioni. Il loro nome è scritto (in questo caso PERSICHA) in tabelle sotto la piattaforma che fa da base al trono, rette da un putto.
La Sibilla Persica è stata rappresentata da Michelangelo, al pari della Cumana, come una donna anziana che, ricurva sotto una significativa gobba, è intenta con fatica alla decifrazione del libro delle profezie, tenuto vicino agli occhi dalle braccia possenti. Essa si volge indietro, verso la parete, col viso e il petto in ombra, mentre il braccio destro e le gambe sono violentemente illuminate. 
Alle sue spalle vi sono due putti seminascosti, di cui il primo si copre con un mantello rosso. I colori accesi delle vesti della sibilla conferiscono luminosità alla figura, che risalta maggiormente dalle numerose pieghe del panneggio. L'accordo cromatico tra il verde acqua e il rosa salmone è sobrio ed elegante. Dal punto di vista anatomico, la donna ha una struttura erculea e possente: come tutte le donne riprodotte da Michelangelo ha una muscolarità mascolina, tipica della sua poetica, che aveva come tema centrale il corpo nudo maschile in movimento.